# Ga Hiền Sỹ
Ga Hiền Sỹ là một nhà ga xe lửa tại xã Phong An, thị xã Phong Điền, thành phố Huế. Nhà ga là một điểm trên tuyến đường sắt Bắc Nam tiếp nối sau ga Phò Trạch và trước ga Văn Xá. Lý trình ga: Km 669 + 760.